# Diagrama de Lineweaver-Burk
En bioquímica, el diagrama de Lineweaver-Burk se emplea como herramienta gráfica para calcular los parámetros cinéticos de una enzima. La estimación de los valores de Km y Vmax a partir de la curva hiperbólica de la cinética de Michaelis-Menten es poco intuitiva, ya que se necesita del ajuste no lineal de los puntos en la gráfica para calcular los parámetros cinéticos. En cambio por este método de linealización, se pueden obtener por inspección los valores de Km y Vmax.
La ecuación de la cinética de Michaelis-Menten es:
{\displaystyle V=V_{max}{\frac {[S]}{K_{m}+[S]}}}
Al invertir la ecuación y reagrupar los términos, se obtiene una ecuación de la forma y = mx +b, como se observa a continuación:
{\displaystyle {1 \over V}={(K_{m}+[S]) \over (V_{max}[S])}={K_{m} \over V_{max}}{1 \over [S]}+{1 \over V_{max}}}
donde V es la velocidad de reacción, Km es la constante de Michaelis-Menten, Vmax es la velocidad máxima, y [S] es la concentración de sustrato.
Se puede apreciar que 1/V corresponde al eje de las ordenadas, 1/[S] corresponde al eje de las abscisas, y la recta ajustada tiene pendiente = Km/Vmax; y la ordenada de origen es 1/Vmax. La representación gráfica de Lineweaver-Burk permite identificar el Km y Vmax; el punto de corte con el eje de ordenadas es el equivalente a la inversa de Vmax, y el de abscisas es el valor de -1/Km.

## Cómo se construye
Para obtener una línea recta a partir de los datos cinéticos que se obtienen experimentalmente, se debe seguir un procedimiento como el que se describe a continuación. Este se puede aplicar en una hoja de cálculo ordinaria como Google Sheets, LibreOffice Calc o Microsoft Excel.
1. Tabular los valores de concentración de sustrato, [S], y velocidad inicial de reacción, V.
2. Calcular los recíprocos  1 / [S] y 1 / V, y tabular los valores.
3. Construir una gráfica de dispersión 1 / V vs. 1 / [S] y extender el eje de las abscisas hacia el segundo cuadrante
4. Ajustar los puntos a una recta.
5. Deducir la ecuación de la recta con la función de línea de tendencia
6. Para encontrar los valores de intersección en ambos ejes, se extrapola la recta hacia el segundo cuadrante. La intersección entre la recta y el eje de las ordenadas es igual a 1/Vmax y la intersección sobre el eje de las abscisas es -1/Km.
7. Los valores de Km y Vmax se calculan despejando los valores de la intersección sobre cada eje.

## Inconvenientes del método
- Como requiere de dobles inversos, pequeños errores experimentales pueden conducir a grandes errores.
- La principal limitante es la estimación de la velocidad inicial de reacción (V) a partir de los datos experimentales.
- A altas concentraciones los puntos se aglutinan al principio de la gráfica.
- Para ajustar la ecuación de Lineweaver-Burk a una recta a veces es necesario ponderar con los cuadrados de las velocidades o con la cuarta potencia de la velocidad inicial debido a todos estos factores de corrección.[1]
- La magnitud de los errores aumenta proporcionalmente con 1/[S], y por ello se prefiere el método gráfico de Michaelis-Menten.